# Tilman Riemenschneider

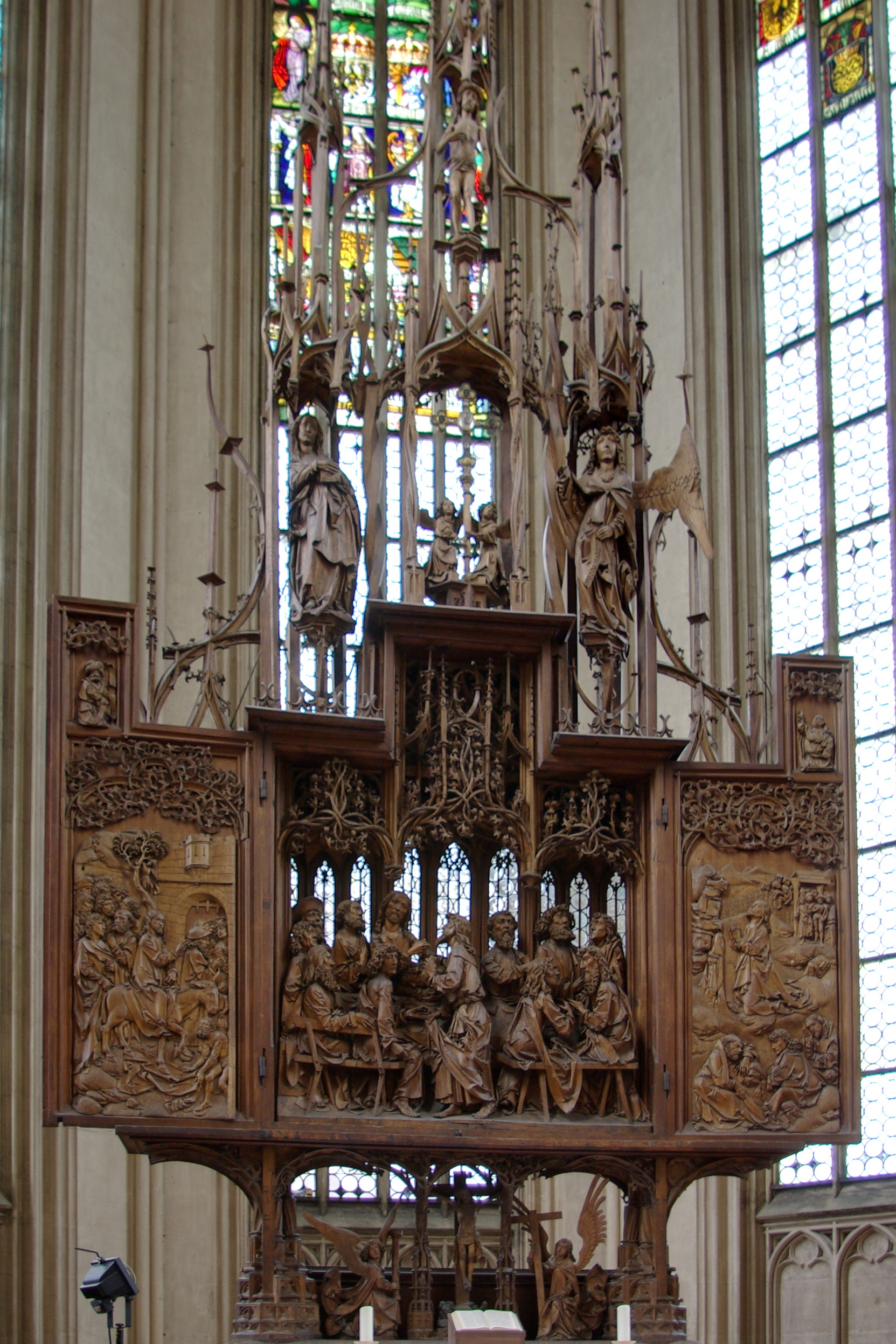
Heilig-Blut-Altar, St. Jakobs Kirche, Rothenburg ob der Tauber

Tilman Riemenschneider, född omkring 1460 i Heilbad Heiligenstadt, död 7 juli 1531 i Würzburg, var en tysk bildhuggare.

## Biografi
Tilman Riemenschneider arbetade såväl som träsnidare som stenhuggare. Hans produktion är rik, och många, i första hand, bayerska kyrkor kan visa prov på hans vackra skulpturer.
I en spröd men starkt uttrycksfull sengotisk stil skulpterade han bl. a. gravmonument och altaruppsatser. Hans första stenarbeten finns i Würzburg, de främsta stentavlorna i Rothenburg och det närbelägna Creglingen.

## Utmärkelser
Asteroiden 6145 Riemenschneider är uppkallad efter honom.